# Route nationale 144
Die Route nationale 144, kurz N 144 oder RN 144, war eine französische Nationalstraße.
Die Straße wurde 1824 zwischen Levet und Montluçon festgelegt und geht zurück auf die Route impériale 164. Ihre Länge betrug 74 Kilometer. 1933 wurde der Streckenverlauf um einen zweiten Abschnitt erweitert, der zwischen Salbris und Saint-Doulchard führte. Dieser Abschnitt hatte 45 Kilometer. Die beiden Abschnitte wurden durch die Nationalstraßen 76 und 140 unterbrochen. 1973 erfolgte die Abstufung des 1933 zur N 144 gewidmeten Abschnittes. Außerdem wurde der Straßenverlauf der N 140 zwischen Bourges und Levet als N 144 gekennzeichnet, sowie die N 143 zwischen Montluçon und Riom:
- N 140 Bourges - Levet
- N 144 Levet - Montluçon
- N 143 Montluçon - Riom

2006 erfolgte die komplette Abstufung.